# 联合左翼 (波兰)
联合左翼（波兰语：Zjednoczona Lewica）是波兰的一个已不存在的政党联盟，由一些中左翼或左翼政党组成。该联盟成立于2015年7月，其成立得到了全波兰工会联盟的支持。该联盟的成员有：民主左翼联盟、你们运动、波兰社会党、劳动联盟、绿党和波兰劳动党－80年8月。2016年2月，该联盟解散。